# Ducati Monster
Pour les articles homonymes, voir Monster.

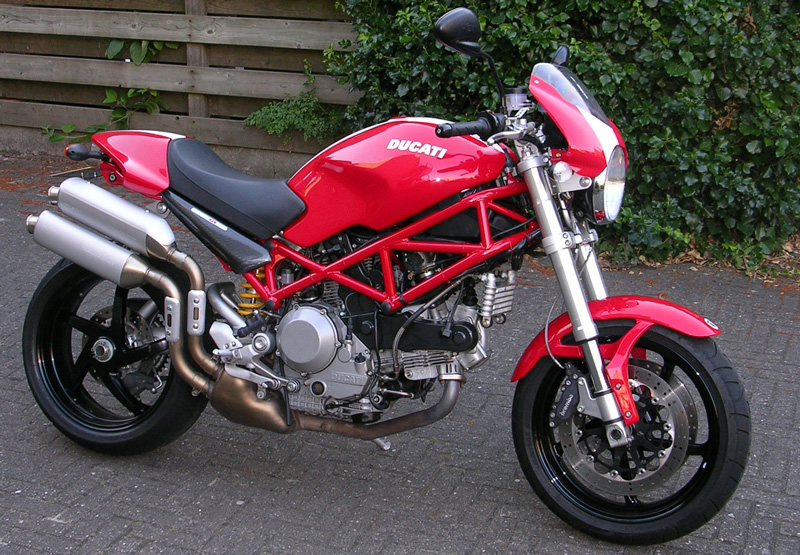
Une 1000 Monster S2R de 2006.

Ducati Monster est une gamme de motos du constructeur italien Ducati de type roadster lancée en 1992. En France, elle est souvent appelée Mostro, car lors de la présentation de ce modèle, le magazine Moto Revue avait titré « Il Mostro ». Le nom officiel a toujours été « Monster », le premier modèle présentait l'inscription « Monster » sur le réservoir, en dessous du logo Ducati.

## Historique

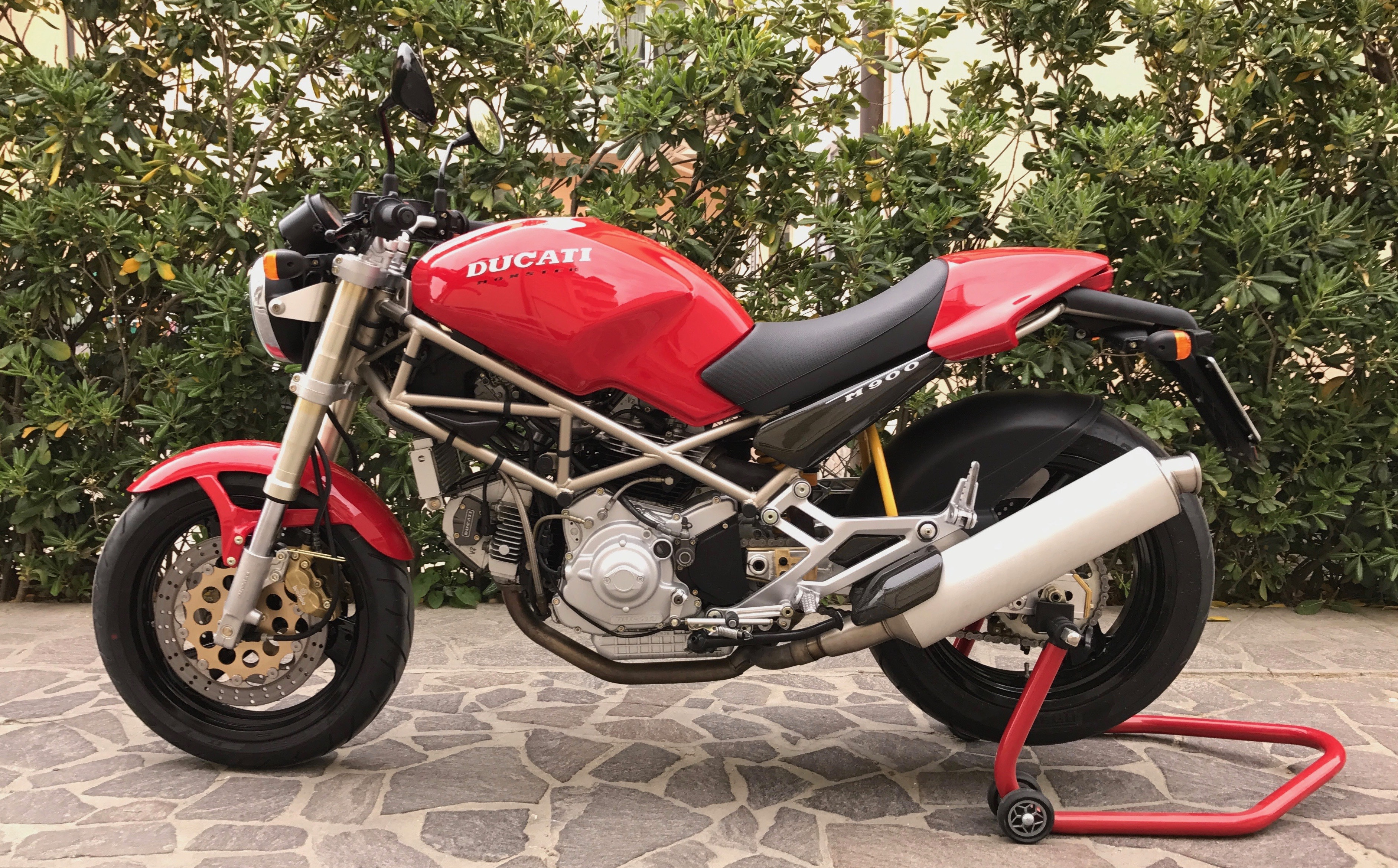
Une Monster 900 de 1993. C'est le premier modèle produit.

Le premier modèle de Monster est apparu fin 1992. Son esthétique dépouillée est l'œuvre de Miguel Angel Galuzzi. L'objectif de Cagiva (alors propriétaire de la marque) était de proposer une moto conçue avant tout pour le plaisir, capable de distiller des sensations de sportives mais sans les inconvénients (le carénage fragile en cas de chute, la position de conduite peu confortable).

Elle arbore un look très dépouillé, mettant en valeur le cadre et le moteur. Le seul accessoire toléré est le petit saute-vent sur certains modèles.
La croyance populaire française veut que ce soit l'importateur Cagiva en France de l'époque, la SIMA, et son directeur Marcel Seurat qui donnèrent l'idée à Galuzzi. En effet, afin de faire connaître son entreprise, il décida d'engager une machine à l'enduro du Touquet de 1991, pour faire le holeshot, c’est-à-dire arriver en tête au bout de la plage, après le départ. Cette machine, une Cagiva d'enduro avec un bicylindre de 900 Ducati et un cadre treillis tubulaire, réussit son pari, mais abandonna au virage suivant. Néanmoins, l'objectif était atteint. Marcel Seurat décida de faire courir cette machine en Supermotard.
Venu assister à la dernière course de la saison, Galuzzi se serait intéressé à cette machine et aurait discuté longuement avec ses concepteurs. Galuzzi s'en défend et dit avoir puisé son inspiration dans les motos sportives accidentées et dépouillées de leur carénage, qui n'était pas remplacé faute de moyens financiers, sur lesquelles il roulait lorsqu'il vivait aux États-Unis.

## Description des modèles

### 1992 - 1998
Son équipement est de qualité avec le freinage confié à Brembo, les suspensions à Sachs, Showa ou Öhlins et le cadre emprunté aux Superbike (851 et 888) de la marque jusqu'en 2001. Le moteur est un moteur pantah issu de la gamme Supersport. Néanmoins, les Monster S4, S4R et S4Rs reprennent respectivement les moteurs des Superbike 916, 996 et 999.
La première Monster mise sur le marché fut la M900. Un an plus tard, une version plus abordable la rejoint, la M600. La M400, réservée au marché japonais et à quelques Italiens, et la M750 n'apparaissent qu'en 1996.

### 1999 - 2006
Au fil du temps, la gamme se complètera avec l'apparition des M620, M695, M800, M916, M996, M999 et M1000.

### 2007 - 2020

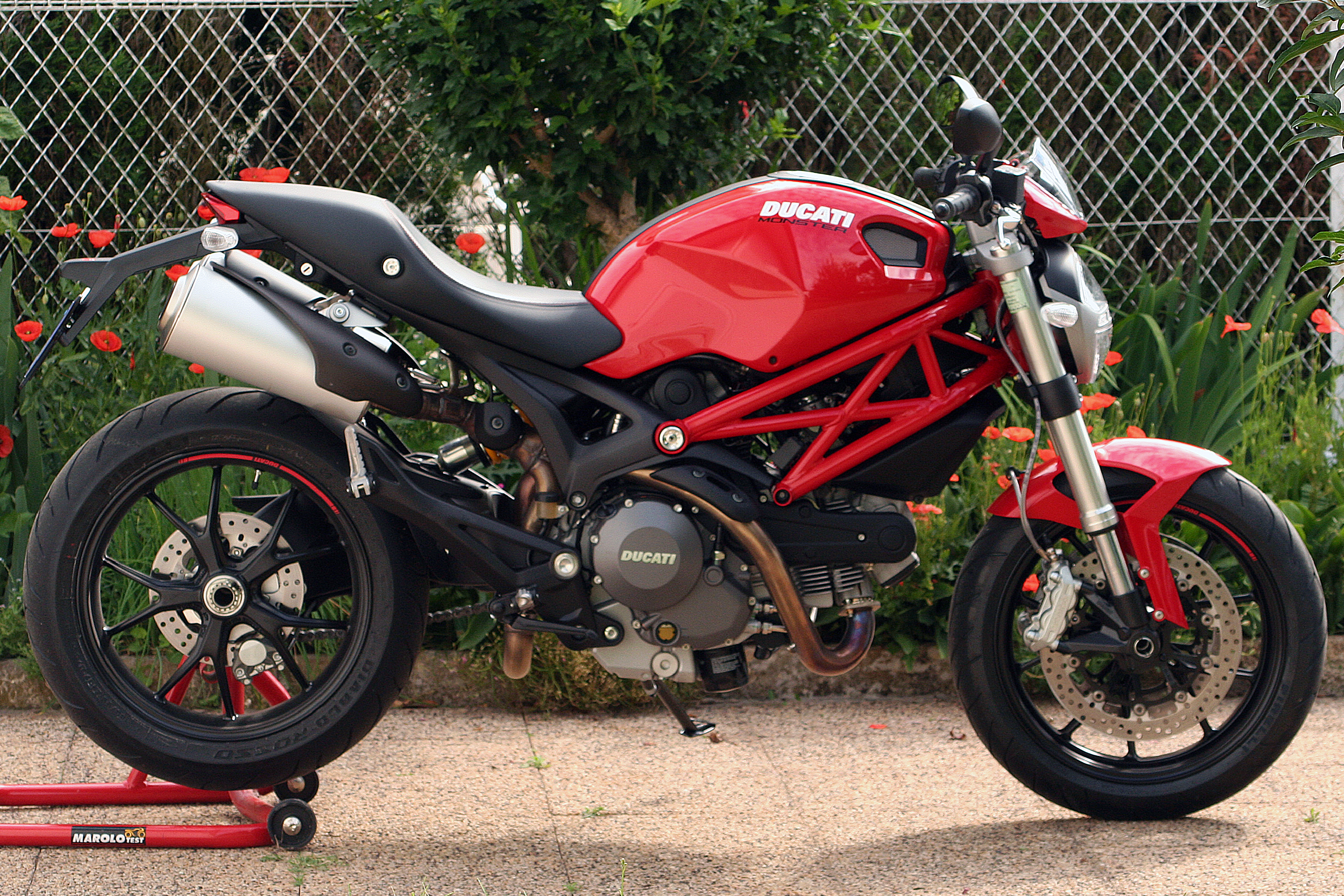
Une Monster 796.

Le Salon de Milan (EICMA) de novembre 2007 présente un tournant dans la gamme Monster. Ducati présente la M696. Cette nouvelle machine présente des changements esthétiques importants qui, même s'ils ne font pas varier l'allure générale, s'éloignent des lignes de la première Monster qui n'avait que très peu évolué dans ses différentes déclinaisons. Elle est suivie en octobre 2008 par la M1100 et en avril 2010 par la M796.
Le 5 novembre 2013, Ducati présente au EICMA une nouvelle évolution de la gamme Monster avec les M1200 et 1200 S. Elles sont dotées d'un moteur à refroidissement liquide, dérivé de celui des Diavel et Multistrada.

### 2021 -
La gamme se réduit à un seul modèle doté du moteur Testastretta de 937 cm3 provenant de la Multistrada 950, le treillis tubulaire disparait.

## Gamme
- Ducati Monster 600 (1994) → Ducati Monster 620 (2002) → Ducati Monster 695 (2007) → Ducati Monster 696 (2008-2014).
- Ducati Monster 750 (1996) → Ducati Monster S2R 800 (2005) → Ducati Monster 796 (2010) → Ducati Monster 821 (2014-2017) → Ducati Monster 797 (2014-2020).
- Ducati Monster 900 (1992) → Ducati Monster S4 916 (2001) → Ducati Monster (937 cm3) (2021).
- Ducati Monster S4R 996 (2003) → Ducati Monster S4RS 999 (2005).
- Ducati Monster 1000 (2003) → Ducati Monster 1100 (2008) → Ducati Monster 1200 (2014-2020).

## Culture populaire
La Monster est apparue dans quelques films. Vincent Pérez chevauche une M900 Carbone dans The Crow : La Cité des anges (1996). Jamie Lee Curtis est passagère d'une M600 dans Freaky Friday : Dans la peau de ma mère (2003). Halle Berry, alias Catwoman, monte une M996 S4R dans le film homonyme (2004).